# Martin Egger

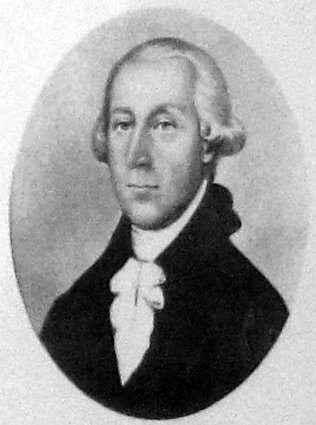
Martin Egger

Martin Egger (* 21. Oktober 1832 im Zell am Ziller, Tirol; † 29. Jänner 1898 in Trnava, Königreich Ungarn) war ein österreichischer Jesuitenpater, Astronom und Physiker.
Zunächst studierte Martin Egger an der Comenius-Universität Bratislava die Fächer Philosophie, Mathematik und Physik für die Lehramtstätigkeit. Von 1859 bis 1864 unterrichtete er als Probelehrer Mathematik und Physik am Jesuitengymnasium in  Mariaschein, heutiges Bohosudov in Böhmen. Nach 1864 studierte er zwei Jahre Theologie an der Universität Innsbruck. 1867 wurde er in Bohosudov Professor für Mathematik und Physik und übernahm die Leitung der physikalischen Sammlung.
Um 1875 entwickelt er den nach ihm benannten Egger-Elektromotor, welcher als Besonderheit auf dem Funktionsprinzip einer Dampfmaschine basiert.
Zwischen 1879 und 1881 war er im Bereich der Seelsorge in Bratislava, Maria Taferl in Niederösterreich und Sankt Andrä in Kärnten tätig. Von 1887 bis 1890 arbeitete er am Haynald-Observatorium in Kalocsa in Ungarn im Bereich der Meteorforschung.